# Loki (serie de televisión)
Loki es una serie de televisión estadounidense creada por Michael Waldron para la plataforma de streaming, Disney+, basada en Marvel Comics con el personaje del mismo nombre. Es la tercera serie de televisión del Universo cinematográfico de Marvel (MCU) producida por Marvel Studios, compartiendo continuidad con las películas de la franquicia. La serie tiene lugar después de los eventos de la película Avengers: Endgame (2019), en la que una versión alternativa de Loki creó una nueva línea de tiempo. Waldron se desempeñó como escritor principal y Kate Herron dirigió la primera temporada, y Eric Martin se desempeña como escritor principal y el dúo Justin Benson y Aaron Moorhead lideran el equipo de dirección de la segunda temporada, respectivamente.
Hiddleston repite su papel de Loki del UCM, protagonizando junto con Gugu Mbatha-Raw, Wunmi Mosaku, Eugene Cordero, Tara Strong, Owen Wilson, Sophia Di Martino, Jonathan Majors y Neil Ellice. Sasha Lane, Jack Veal, DeObia Oparei y Richard E. Grant también protagonizan la primera temporada, con Rafael Casal, Kate Dickie, Liz Carr, Ke Huy Quan y Richard Dixon uniéndose para la segunda. Para septiembre de 2018, Marvel Studios empezó a desarrollar varias series limitadas para Disney+, centradas en personajes secundarios de las películas del UCM. En noviembre de 2018 se confirmó una serie en la que Hiddleston aparecería como Loki. Waldron fue contratado en febrero de 2019 y Herron se había unido en agosto. Eric Martin, quien se desempeñó como escritor en la primera temporada, escribiría toda la segunda temporada en febrero de 2022, junto con Benson y Moorhead para dirigir la mayoría de los episodios de la temporada; Dan DeLeeuw y Kasra Farahani también dirigen en la segunda temporada. El rodaje ocurrió en Atlanta, Georgia para la primera temporada, y la segunda temporada se filmó en el Reino Unido.
Loki se estrenó el 9 de junio de 2021. Su primera temporada, compuesta por seis episodios, concluyó el 14 de julio y forma parte de la Fase Cuatro del UCM. Recibió críticas positivas, especialmente por las actuaciones. Una segunda temporada, que también consta de seis episodios, debutó el 5 de octubre de 2023, para concluir el 9 de noviembre de 2023, como parte de la Fase Cinco. También recibió una recepción positiva, con elogios por su conclusión, la partitura musical y el arco del personaje de Loki.

## Premisa
Después de robar el Teseracto durante los eventos de Avengers: Endgame (2019), una versión alternativa de Loki es llevada ante la misteriosa «Time Variance Authority» (TVA), en español: Autoridad de Variación Temporal o Agencia de Variación Temporal (AVT), una organización burocrática que existe fuera del tiempo y el espacio, y monitorea la línea de tiempo. Le dan a Loki una opción: enfrentarse a ser borrado de la existencia debido a que es una «variante de tiempo» o ayudar a arreglar la línea de tiempo y detener una amenaza mayor. Loki termina atrapado en su propio thriller criminal, viajando en el tiempo. cazando una versión femenina de sí mismo llamada Sylvie.
Después de que la primera temporada termina con la ruptura de la línea de tiempo y la creación de un multiverso, la segunda temporada muestra a Loki haciendo equipo con Mobius M. Mobius, Cazadora B-15 y otros agentes de la AVT "en una batalla para el alma" de la AVT. Esto incluye una búsqueda a través del multiverso de Sylvie, Ravonna Renslayer y Miss Minutes.

## Reparto
- Tom Hiddleston como Loki:
El dios de las travesuras asgardiano y hermano adoptivo de Thor, basado en la deidad mitológica homónima.[7] Esta es una versión alternativa de Loki, quien creó una nueva línea de tiempo en Avengers: Endgame (2019) a partir de 2012.[8] Debido a esto, él no ha pasado por los eventos de Thor: The Dark World (2013) o Thor: Ragnarok (2017), que reformó al personaje previamente de villano a héroe antes de su muerte en Avengers: Infinity War (2018).[9][10] El escritor principal, Michael Waldron comparó a Loki con el cofundador de Apple Inc., Steve Jobs desde que ambos fueron adoptados y les encanta tener el control.[11] Hiddleston expresó interés en volver al papel para explorar los poderes de Loki, particularmente su cambio de forma, que juega con la exploración de identidad de la serie.[10] El sexo de Loki en la serie se indica mediante la «Time Variance Authority»[nota 1] como «fluido», haciendo referencia al género del personaje en Marvel Comics y a la Mitología Nórdica que anteriormente se había especulado para el UCM dada su capacidad de cambiar de forma.[12] Waldron dijo que estaba al tanto de cuántas personas se identifican con la fluidez de género de Loki y estaban «ansiosos por esa representación».[13] La serie también revela a Loki como bisexual, convirtiéndose en el primer personaje importante queer en el UCM.[14]
- Gugu Mbatha-Raw como Ravonna Lexus Renslayer:
La ex cazadora A-23 de la Autoridad de Variación Temporal (AVT) que ascendió de rango para convertirse en una respetada jueza; ella supervisa la investigación de la variante Loki.[15][16] La directora de la primera temporada, Kate Herron comparó a Mbatha-Raw y Renslayer con camaleones, y dijo que Renslayer siempre estaba «tratando de bailar la línea» con Mobius de ser su superior y su amiga. Herron agregó que Mbatha-Raw trajo calidez a Renslayer, al mismo tiempo que canalizaba su dolor.[16] Mbatha-Raw llamó a Renslayer «increíblemente ambiciosa» y sintió que había un «choque de personalidad definitivo» entre ella y Loki. Ella continuó diciendo que Renslayer tiene «mucho sobre sus hombros» y tiene que tomar «decisiones moralmente ambiguas», lo que obliga al personaje a guardar secretos y acumular capas.[17] Waldron creía que Renslayer tenía «la realización de una villana muy compleja».[18]
- Wunmi Mosaku como Cazadora B-15/Dra. Verity Willis:
Una cazadora de alto rango de la AVT decidida a encontrar y eliminar la variante responsable de derribar a las tropas de los Minuteros.[19][16] Mosaku llamó a B-15 una «ruda» que es devota leal de la AVT, con una fuerte afinidad por los Guardianes del Tiempo, a quienes ella considera dioses.[16] Mosaku se sintió atraída por B-15 por la honestidad y la capacidad de ser ella misma, y señaló: «ella no tiene ninguna etiqueta social que la atraviese a ella y a sus interacciones. Lo que siente y lo que piensa es lo que ves y lo que obtienes».[20] Cazadora B-15 se escribió originalmente como personaje masculino, pero cambió después de la audición de Mosaku; señaló que el género del personaje no alteraba la esencia del tipo de personaje que B-15 debía ser.[21]
- Eugene Cordero como Casey/Frank Morris: Recepcionista de la AVT.[22] Cordero también interpreta al Cazador K-5E en la nueva AVT vista al final de la temporada.[23]
- Tara Strong como la voz de Miss Minutes:
La mascota reloj antropomórfica de IA animada de la AVT, creada por «He Who Remains»,[nota 2] de quien ella está enamorada.[24] Strong interpreta la voz de Miss Minutes con un "acento sureño",[25] que Herron sintió era una representación de Waldron, ya que él es del sur de los Estados Unidos.[26] Su diseño se inspiró en El gato Félix y otras caricaturas de principios del siglo XX, y Herron llamó a Miss Minutes una "especie de personaje tipo Roger Rabbit".[25] Strong sintió que la "información nefasta" que Miss Minutes tiene la tarea de transmitir era "la combinación perfecta de quién es ella", ya que se dice "con una sonrisa en el rostro".[21]
- Owen Wilson como Mobius M. Mobius/Don:
Un agente de la AVT que se especializa en las investigaciones de criminales del tiempo particularmente peligrosos.[16][10] La directora Kate Herron comparó a Mobius con un detective duro,[27] y Wilson lo comparó con el personaje de Jack Cates en 48 Hrs. (1982).[16] El presidente de Marvel Studios, Kevin Feige, señaló que el personaje es similar a Wilson en el sentido de que está «desconcertado [imperturbable] por el UCM».[10][10]
- Sophia Di Martino como Sylvie:
Una variante de Loki que ataca la "Sagrada Línea del Tiempo" y tiene poderes de encantamiento.[4][28] Ella no se considera una Loki, y usa el nombre "Sylvie" como un alias.[29] Si bien Sylvie se inspiró en Sylvie / Encantadora y en Lady Loki de los cómics, ella es una persona diferente con una historia diferente de esos personajes y del Loki de Hiddleston.[30][31] Di Martino mantuvo su acento regional para Sylvie, a fin de no sonar «demasiado elegante o demasiado bien hablado» para ayudar a reflejar la vida que Sylvie había vivido.[31] Hiddleston sintió que Di Martino incorporó «ciertas características» que usa para que Loki interprete a Sylvie, sin dejar de hacer que el personaje sea «completamente suyo».[32] La escritora de la serie, Elissa Karasik, escribió una extensa historia de fondo para el personaje, y Waldron esperaba que parte del material pudiera aparecer en la segunda temporada.[33]
  - Cailey Fleming interpreta a una joven Sylvie.
- Sasha Lane como Cazadora C-20: Una cazadora de la AVT secuestrada y encantada por Sylvie para revelar la ubicación de los Guardianes del Tiempo.[34]
- Jack Veal como Kid Loki: Una variante joven de Loki cuyo evento Nexus fue haber matado a Thor y se considera el rey del Vacío.[35][36]
- DeObia Oparei como Loki Fanfarrón: Una variante de Loki que hace grandes exageraciones sobre sus logros.[36]
- Richard E. Grant como Loki Clásico: Una variante vieja de Loki que fingió su muerte para escapar de ser asesinado por Thanos y decidió vivir su vida en reclusión hasta que se sintió solo.[35] El Loki Clásico tiene la capacidad de conjurar ilusiones más grandes y elaboradas que Loki.[37]
- Jonathan Majors como «He Who Remains» / Aquel Que Permanece / El Que Permanece[nota 2]  y Victor Timely: Variantes de Kang el Conquistador[38][39]
  - «He Who Remains» es un científico del siglo 31 que puso fin a la primera guerra multiversal al destruir "variantes malvadas" de sí mismo y creó la AVT para evitar que se forme un nuevo multiverso y evitar que sus variantes vuelvan a existir.[40] Es una creación original para la serie, inspirada en un personaje de cómic independiente del mismo nombre, así como en el personaje Immortus.[40][41]
  - Victor Timely es un industrial e inventor de 1893 en una línea de tiempo ramificada que creó una primera versión del Telar Temporal. Tiene una personalidad tartamuda, tímida y torpe, y actúa como un estafador vendiendo a otros sus creaciones.[24] Al discutir la personalidad contrastante de Timely con otras variantes de Kang, el productor ejecutivo Kevin Wright dijo que era "divertido" que Timely fuera "una especie de inventor excéntrico y silencioso que tal vez esté un poco fuera de tiempo y fuera de lugar" en lugar de la expectativa de que la próxima variante de Kang que aparecerá en el UCM como "un villano de ciencia ficción del futuro".[42] Marvel Studios estaba emocionado de continuar explorando Kang y sus variantes en la temporada, particularmente queriendo a Timely para Loki, y Wright señaló que su inclusión e integración serían "una gran parte" de la temporada.[43]
- Rafael Casal como Cazador X-5 / Brad Wolfe: 
Un cazador de la AVT con una estrecha conexión con la General Dox.[44] Casal llamó al Cazador X-5 "el espejo de Loki, otra persona que se siente agraviada. Es un personaje un poco perdido y casi se siente como una versión anterior de Loki, reflejándose en él".[45] X-5 encuentra su verdadera vida en la Sagrada Línea Temporal y se convierte en el actor Brad Wolfe. DeLeeuw pensó que Casal "aportó una humanidad interesante" a su interpretación de Wolfe, y explicó que fue su elección convertirse en Wolfe para liberarse de que la AVT sea la realidad de X-5. Además, el equipo creativo "no pudo resistirse" a que un personaje que ya no creía en la realidad de la AVT se convirtiera en actor, dado que Wolfe ahora "se gana la vida con una percepción de la realidad".[46]
- Kate Dickie como General Dox: Una general de la AVT que forma parte del nuevo consejo de jueces tras la desaparición de Renslayer.[47] Ell está buscando a Sylvie y todavía cree en la misión de la AVT de podar líneas de tiempo ramificadas.[48]
- Liz Carr como la Jueza Gamble: Una jueza de la AVT que forma parte del nuevo consejo.[44]
- Neil Ellice como Cazador D-90: Un cazador de la AVT.[49]
- Ke Huy Quan como Ouroboros "O.B."/A.D Wang:
Un agente de la AVT que trabaja en su Departamento de Reparaciones y Avances.[43][39] Descrito como el "reparador peculiar", Wright explicó que cada pieza de tecnología en la AVT fue diseñada por OB o que él sabe cómo repararla y mantenerla operativa.[43]
- Richard Dixon como un Barón Ladrón: Un industrial que compra un invento defectuoso de Victor Timely en la Feria Mundial de Chicago de 1893.[50]

## Episodios
| Temporada | Temporada | Episodios | Episodios | Emisión original     | Emisión original       |
| Temporada | Temporada | Episodios | Episodios | Primera emisión      | Última emisión         |
| --------- | --------- | --------- | --------- | -------------------- | ---------------------- |
|           | 1         | 6         | 6         | 9 de junio de 2021   | 14 de julio de 2021    |
|           | 2         | 6         | 6         | 5 de octubre de 2023 | 9 de noviembre de 2023 |

### Temporada 1 (2021)
| N.º en serie | N.º en temp. | Título                  | Dirigido por | Escrito por                   | Fecha de lanzamiento original |
| ------------ | ------------ | ----------------------- | ------------ | ----------------------------- | ----------------------------- |
| 1            | 1            | «Glorious Purpose»      | Kate Herron  | Michael Waldron               | 9 de junio de 2021            |
| 2            | 2            | «The Variant»           | Kate Herron  | Elissa Karasik                | 16 de junio de 2021           |
| 3            | 3            | «Lamentis»              | Kate Herron  | Bisha K. Ali                  | 23 de junio de 2021           |
| 4            | 4            | «The Nexus Event»       | Kate Herron  | Eric Martin                   | 30 de junio de 2021           |
| 5            | 5            | «Journey Into Mystery»  | Kate Herron  | Tom Kauffman                  | 7 de julio de 2021            |
| 6            | 6            | «For All Time. Always.» | Kate Herron  | Michael Waldron & Eric Martin | 14 de julio de 2021           |

### Temporada 2 (2023)
| N.º en serie | N.º en temp. | Título             | Dirigido por                   | Escrito por                                                               | Fecha de emisión original |
| ------------ | ------------ | ------------------ | ------------------------------ | ------------------------------------------------------------------------- | ------------------------- |
| 7            | 1            | «Ouroboros»        | Justin Benson & Aaron Moorhead | Eric Martin                                                               | 5 de octubre de 2023      |
| 8            | 2            | «Breaking Brad»    | Dan DeLeeuw                    | Eric Martin                                                               | 12 de octubre de 2023     |
| 9            | 3            | «1893»             | Kasra Farahani                 | Guion: Eric Martin y Kasra Farahani & Jason O'Leary Historia: Eric Martin | 19 de octubre de 2023     |
| 10           | 4            | «Heart of the TVA» | Justin Benson & Aaron Moorhead | Eric Martin y Katharyn Blair                                              | 26 de octubre de 2023     |
| 11           | 5            | «Science/Fiction»  | Justin Benson & Aaron Moorhead | Eric Martin                                                               | 2 de noviembre de 2023    |
| 12           | 6            | «Glorious Purpose» | Justin Benson & Aaron Moorhead | Eric Martin                                                               | 9 de noviembre de 2023    |

## Producción

### Desarrollo
Para septiembre de 2018, Marvel Studios estaba desarrollando varias series limitadas para el servicio de streaming de su empresa matriz Disney, Disney+, que se centrarían en personajes secundarios de las películas del Universo cinematográfico de Marvel (UCM) que no habían protagonizado sus propias películas, como Loki; se esperaba que los actores que interpretaron a los personajes de las películas repitieran sus papeles para las series limitadas. Se esperaba que esas series tuvieran de seis a ocho episodios cada una y tuvieran un «[presupuesto] considerable que rivalizara con las de una gran producción de estudio». Las series serían producida por Marvel Studios, en lugar de Marvel Television, que produjo las series de televisión anteriores en el UCM. Se creía que el presidente de Marvel Studios, Kevin Feige estaba asumiendo un «papel práctico» en el desarrollo de cada serie, centrándose en la «continuidad de la historia» con las películas y «manejando» a los actores que repetirían sus papeles de las películas. El CEO de Disney, Bob Iger, confirmó en noviembre que se estaba desarrollando una serie centrada en Loki y que Tom Hiddleston se esperaba que repitiera su papel de las películas.
Se esperaba que la serie siguiera a Loki, ya que «aparece a lo largo de la historia de la humanidad como una influencia poco probable en los acontecimientos históricos». Marvel Studios eligió hacer una serie sobre Loki debido a su potencial narrativo y porque había vivido durante miles de años en el UCM y una serie podría llenar los espacios en blanco de sus diversas aventuras no visibles. La serie también brindó a Marvel Studios la oportunidad de trabajar más con Hiddleston, explorar el personaje más allá de su papel secundario en las películas, y mostrarle cómo construye nuevas relaciones en lugar de solo desarrollar su relación con Thor. Esto permitió que las apariciones anteriores de Loki en películas mantuvieran su integridad, por lo que la serie no tuvo que volver a leer esas historias.
Hiddleston consideró la muerte de Loki en Avengers: Infinity War (2018) como el final emocional de su arco del personaje, aunque sabía cuando filmó la escena de la muerte que haría un cameo en Avengers: Endgame (2019). Esa escena de Endgame muestra una versión de 2012 de Loki escapando con el Teseracto, que no fue pensado por los escritores para establecer una futura serie de televisión ya que Loki no estaba planeado para entonces. Hiddleston no sabía adónde había ido Loki con el Teseracto cuando filmó la escena en 2017, y no se enteró de los planes para Loki hasta unas seis semanas antes que Infinity War fuera estrenada. Él mantuvo los planes para la serie en secreto hasta el anuncio oficial más adelante en 2018, y luego expresó su entusiasmo por poder desarrollar a Loki de manera diferente al tomar una versión anterior del personaje y ponerlo en contacto con oponentes nuevos y más «formidables». Hiddleston trabajó con el ejecutivo de Marvel Studios y eventual productor ejecutivo de la serie, Kevin Wright, para crear un documento de 30 páginas para definir la serie antes de contratar escritores o directores. El documento incluía los elementos principales de la serie, como la «Time Variance Authority», «He Who Remains» y Victor Timely.
Michael Waldron fue contratado como escritor principal y productor ejecutivo de la serie en febrero de 2019, y también estaba programado para escribir el primer episodio. En agosto de 2019, Kate Herron fue anunciada como directora y productora ejecutiva. Además de Waldron y Herron, los productores ejecutivos de la serie incluyen a Feige, Louis D'Esposito, Victoria Alonso, Stephen Broussard y Hiddleston, con Wright como coproductor ejecutivo. La primera temporada consta de seis episodios de 40 a 50 minutos.
Loki se planeó originalmente como una sola temporada, pero durante la producción de la primera temporada se dio cuenta de que había «mucho para explorar con Loki» y la historia podría continuar; Hiddleston y Wright comenzaron a tener conversaciones durante la producción del episodio de la primera temporada «Lamentis» sobre "cómo podría desarrollarse este mundo" para "sumergirse más profundamente en él". El desarrollo en una segunda temporada había comenzado en noviembre de 2020. En enero de 2021, Waldron firmó un acuerdo general con Disney y parte de ese acuerdo incluía su participación en la segunda temporada de Loki «en alguna capacidad». El productor de Marvel Studios, Nate Moore, quien se desempeñó como productor ejecutivo en la serie The Falcon and the Winter Soldier, creía que Loki había historias «realmente irreverentes, inteligentes y geniales» que permitieron que la serie tuviera varias temporadas en lugar de ser un evento único. Se confirmó una segunda temporada a través de una escena a mitad de créditos en el final de la primera temporada. Herron dijo que no regresaría como directora para la segunda temporada, y en julio de 2021, Waldron dijo que «permanecería por ser visto» si estaría involucrado. En febrero de 2022, el dúo de directores Justin Benson y Aaron Moorhead fueron contratados para dirigir la mayoría de los episodios de la segunda temporada, mientras Eric Martin, un escritor de la primera temporada que asumió algunas de las funciones de Waldron durante la producción de esa temporada, estaba programado para escribir la segunda temporada de seis episodios. Benson y Moorhead dirigieron anteriormente dos episodios de Moon Knight (2022), que transcurrieron "tan bien" que Marvel Studios quería que el dúo trabajara en otros proyectos, y fueron elegido rápidamente para la segunda temporada de Loki. Hiddleston y Waldron estaban programados para regresar como productores ejecutivos en ese momento. Dan DeLeeuw, supervisor de efectos visuales y director de la segunda unidad en varias películas y series del MCU, y el diseñador de producción de la primera temporada, Kasra Farahani fueron revelados como directores de la segunda temporada en junio. El ejecutivo de Marvel Studios, Kevin R. Wright fue ascendido a productor ejecutivo en la segunda temporada, y se unió a los productores ejecutivos de la primera temporada con su compañero ejecutivo de Marvel Studios, Brad Winderbaum, así como con Benson, Moorhead y Martin.
Respecto a las temporadas futuras, Wright calificó la serie como "de final abierto", sin una tercera temporada prevista para el estreno de la segunda en octubre de 2023. Sin embargo, pensó que aún quedaban más historias que contar con el personaje en el mundo que crearon para la serie, así como el MCU más grande, y tenía la esperanza de que al final de la segunda temporada, Loki estuviera en "un cierto lugar emocionalmente" para que se reincorporara al MCU más grande, específicamente para reunirse con Thor. Wright también esperaba que otras propiedades del MCU usaran la AVT, sintiendo que podrían "ser esta emocionante herramienta de conexión para toda esta narración"; La AVT aparece en la película Deadpool & Wolverine (2024).

### Guion
Loki tiene lugar después de Avengers: Endgame, en la que Loki robó el Teseracto durante los eventos de 2012 de The Avengers (2012) e involuntariamente creó una línea de tiempo alternativa de las principales películas del UCM. La primera temporada ve la «variante de tiempo» de Loki viajando a través del tiempo y alterando la historia humana, con una cualidad de «hombre en fuga» de ciencia ficción «inesperada»; la temporada también explora la identidad de Loki. Loki se enamora de su variante femenina, Sylvie, en la temporada, que fue una gran parte del argumento de Waldron para las serie. Señaló que no estaban seguros de si retratar a Loki enamorándose de otra versión de sí mismo era "demasiado loco". Continuó diciendo que Loki era "en última instancia, sobre el amor propio, la autorreflexión y el perdón a uno mismo" y "se sintió bien" que la serie fuera la primera "historia de amor real" del personaje.
Feige declaró en noviembre de 2019 que la serie se relacionaría con Doctor Strange en el Multiverso de la Locura, pero en mayo de 2021 no volvería a confirmar esto, ni si la serie se relacionaría con otros proyectos de MCU, sin embargo, dijo que la serie «sentaría las bases» para el futuro del UCM. Waldron señaló que, al igual que con todas las propiedades del UCM, el objetivo era que Loki tuviera «ramificaciones de gran alcance» en toda la franquicia. En el final de la primera temporada, se revela que el «hombre detrás de la cortina» de la AVT es «He Who Remains», un variante del personaje de Quantumania, Kang el Conquistador. Jonathan Majors interpreta ambos roles, y Waldron sintió que tenía «mucho sentido» presentar a Majors en la serie, ya que Kang es un «adversario multiversal que viaja en el tiempo» y pensó que puede ser el «próximo gran villano de la película cruzada». Marvel Studios inicialmente no planeaba tener «The Multiverse Saga», que comprende las Fase Cuatro, Cinco y Seis, girara en torno a Kang, pero decidió hacerlo después de ver la actuación de Majors en el episodio y las tomas mientras se filmaba Quantumania. El final de la primera temporada también establece los eventos de Doctor Strange en el Multiverso de la Locura, y elementos de Spider-Man: No Way Home (2021).
La segunda temporada ayuda a conectar toda «The Multiverse Saga». Wright declaró que los creativos querían impulsar aún más la rareza de la serie en la segunda temporada, manteniendo los momentos más largos impulsados por los personajes, en particular la amistad entre Loki y Mobius. Gran parte de la temporada trataba de que cada personaje se convirtiera en la mejor versión de sí mismo. Según Martin, los temas de la segunda temporada fueron el orden versus el caos y "lo que sucede en un vacío de poder", comparando el concepto general de la temporada a la frase "lo rompes, lo compras", sin dejar de continuar con las ideas de libre albedrío y destino de la primera temporada.

### Casting
El elenco estelar de la primera temporada incluye a Hiddleston como Loki, Gugu Mbatha-Raw como Ravonna Renslayer, Wunmi Mosaku como Cazadora B-15, Eugene Cordero como Casey y luego Cazador K-5E, Tara Strong dando voz a Miss Minutes, Owen Wilson como Mobius M. Mobius, Sophia Di Martino como Sylvie, Sasha Lane como Cazadora C-20, Jack Veal como Kid Loki, DeObia Oparei como Loki Fanfarrón, Richard E. Grant como Loki Clásico, y Jonathan Majors como «He Who Remains» Neil Ellice reaparece en la temporada como Cazador D-90.
Hiddleston, Di Martino, Mbatha-Raw, Mosaku, Cordero, Strong, Ellice y Wilson regresan como Loki, Sylvie, Renslayer, Cazadora B-15, Casey / Cazador K-5E, Miss Minutes, Cazador D-90, y Mobius, respectivamente, por la segunda temporada. Cordero y Ellice se convirtieron en regulares para la segunda temporada. Majors también regresa en la temporada como «He Who Remains», al mismo tiempo que interpreta a una variante adicional de Kang el Conquistador, Victor Timely, que se introdujo al final de Quantumania. Uniéndose a ellos para la temporada están Rafael Casal como Cazador X-5 / Brad Wolfe, Kate Dickie como General Dox, Liz Carr como la Jueza Gamble, Ke Huy Quan como Ouroboros "OB", y Richard Dixon como Barón Ladrón.

### Rodaje
El rodaje de la primera temporada tuvo lugar en Pinewood Atlanta Studios, con Autumn Durald Arkapaw como directora de fotografía. Filmación en locación tuvo lugar en el área metropolitana de Atlanta. Producción en la primera temporada se detuvo debido a la pandemia de COVID-19. El rodaje de la segunda temporada tuvo lugar en Pinewood Studios en el Reino Unido, y en una ubicación en Londres, con Isaac Bauman y Oliver Loncraine como directores de fotografía.

### Efectos visuales
Los efectos visuales para la serie fueron proporcionados por Cantina Creative, FuseFX, Industrial Light & Magic y Trixter, con Crafty Apes, Digital Domain, Luma Pictures, Method Studios, Rise FX y Rodeo FX también proporcionó efectos visuales en la primera temporada, y Framestore y Rising Sun Pictures también proporcionaron efectos visuales en la segunda.

### Música
Natalie Holt se desempeña como compositora de la serie. La partitura de la primera temporada fue publicada digitalmente por Marvel Music y Hollywood Records en dos volúmenes: la música de los primeros tres episodios se lanzó el 2 de julio de 2021, y la música de los últimos tres episodios se lanzó el 23 de julio. La pista de créditos finales del primer episodio, «AVT», se lanzó como sencillo el 11 de junio.

## Estreno

### Streaming
Loki estrenó en Disney+, el 9 de junio de 2021,, con la primera temporada de seis episodios, concluyendo el 14 de julio. Es parte de la Fase Cuatro del UCM. La segunda temporada también constó de seis episodios, y se estrenó el 5 de octubre de 2023, concluyendo el 9 de noviembre, como parte de la Fase Cinco del MCU.

### Medios domésticos
La primera temporada de Loki fue lanzada en Ultra HD Blu-ray y Blu-ray por Walt Disney Studios Home Entertainment, el 26 de septiembre de 2023, y la segunda temporada se lanzó en Ultra HD Blu-ray y Blu-Ray, el 3 de diciembre de 2024.

## Recepción

### Audiencia
En mayo de 2022, Feige anunció que Loki era la serie de Disney+ de Marvel Studios más vista hasta la fecha.

### Respuesta crítica
| Temporada | Temporada | Rotten Tomatoes   | Metacritic      |
| --------- | --------- | ----------------- | --------------- |
|           | 1         | 92% (338 reseñas) | 74 (32 reseñas) |
|           | 2         | 82% (167 reseñas) | 65 (23 reseñas) |

Para la primera temporada, el sitio web del agregador de reseñas, Rotten Tomatoes informa una calificación de aprobación del 92% con una calificación promedio de 7.9/10, basada en 338 críticas. El consenso crítico dice: «una deliciosa diversión del MCU tal como lo conocemos, Loki ve con éxito a la estrella Tom Hiddleston saltar de un querido villano a un entrañable antihéroe, con un poco de ayuda de un encantador Owen Wilson, en una serie que es igual de desordenada, encantadora y vagamente peligrosa como el propio semidiós». Metacritic, que utiliza un promedio ponderado, asignó una puntuación de 74 sobre 100 basándose en 32 críticos, lo que indica «críticas generalmente favorables».
Para la segunda temporada, Rotten Tomatoes informa una calificación de aprobación del 82% con una calificación promedio de 7.3/10, basada en 167 reseñas. El consenso crítico dice: "La vertiginosa y deslumbrante segunda temporada de Loki puede depender de un juego de manos para distraer la atención de su historia un poco menos satisfactoria, pero el resultado final aún contiene suficiente de esa vieja magia de Marvel para entretener." Metacritic asignó una puntuación de 65 sobre 100 basándose en 23 críticos, lo que indica críticas "generalmente favorables".

### Reconocimientos
Loki fue nominada a nueve Primetime Creative Arts Emmy Awards, cinco premios Critics' Choice Super (ganando uno), un Premio Harvey, un Premio Hugo, tres MTV Movie & TV Awards (ganando dos), cuatro People's Choice Awards (ganando dos), uno Premio del Sindicato de Actores, siete Premios Visual Effects Society (ganando uno), y dos Premios del Sindicato de Guionistas de Estados Unidos, entre otros.
Natalie Holt recibió 2 nominaciones a los premios Emmy en 2022 por su trabajo como compositora.

## Otros medios

### Especiales documentales
En febrero de 2021, se anunció la serie documental Marvel Studios: Assembled. El especial de esta serie, Assembled: The Making of Loki, va detrás de escena de la realización de la primera temporada, con Waldron, Herron, Hiddleston, Mbatha-Raw, Mosaku, Wilson, Di Martino, Oparei, Grant y Majors. El especial se estrenó en Disney+, el 21 de julio de 2021. Un especial para la segunda temporada, Assembled: The Making of Loki: Season 2, se estrenó en Disney+, el 22 de noviembre de 2023.

### Cómic de laTVA
En julio de 2024, Marvel Comics anunció la serie de cómics de cinco números TVA, escrita por la guionista de la segunda temporada de Loki, Katharyn Blair, con arte de Pere Pérez. La serie ve la versión de los cómics de la TVA mezclada con la establecida en el MCU, y también presenta varios personajes del MCU a los cómics. Blair dijo que TVA era su "interpretación de los cómics" de la organización después del sacrificio de Loki al final de la segunda temporada, llamándolo un "espacio divertido e increíble". La serie presenta a Mobius, O.B., Casey, B-15 y Miss Minutes de la serie, junto con personajes de cómics que quedan varados después de que sus líneas de tiempo fueron destruidas, como Gwen Stacy, Jimmy Hudson, Capitana Peggy Carter y un Gambito desconsolado. El primer número se lanzó en diciembre de 2024.